# إبراهيم طالع الألمعي
إبراهيم طالع الألمعي شاعر وكاتب سعودي، ولد في محافظة رجال ألمع في السعودية عام 1370هـ (1951م). صدر له العديد من المؤلفات والدواوين الشعرية من أبرزها كتاب (توبة سلفي)، وديوان (وا فاطمة)، وهو حاصل على جائزة أبها عام 2016م.

## التعليم
- حاصل على ليسانس في علوم اللغة العربية وآدابها من جامعة الإمام محمد بن سعود الإسلامية عام 1396هـ.[4]

## إصدارات
- ديوان (هجير) صدر عن دار البلاد في جدة عام 1416هـ.[5]
- ديوان (سهيل اميماني).[6]
- ديوان (نِحلةُ سُهيل).
- ديوان (وا فاطمة).
- ديوان (أغاريد التهامي) صدر عن نادي الباحة الأدبي عام 2017م.[7]
- كتاب (الموتُ إلى الداخل).
- كتاب (الشعر الشعبي نبض حياة).
- كتاب ( من قيم الشعر الشعبي في عسير).
- (توبة سلفي) صدر عن دار طوى للنشر عام 2011م.[8]
- شارك بدراسة عنوانها (التصوف في عسير والمخلاف السليماني) صدرت ضمن كتاب (التصوف في السعودية) الصادر عن مركز المسبار للدراسات والبحوث.[9]

## تكريم جوائز
- حاز على جائزة أبها عن ديوانه (نِحلةُ سُهيل) 2001.
- كرمه نادي أبها الأدبي عام 2005م[10]
- جائزة أبها عن كتاب مخطوط 1428هـ.
- فاز بجائزة أبها (1436-1437هـ) عام 2016م عن ديوانه (وا فاطمة).[11]